# Liga Amateur del Distrito Federal
La Liga Amateur del Distrito Federal, est le premier tournoi de l'histoire du football mexicains. Il a été créé en 1902 et s'est joué jusqu'en 1943 sous la forme d'un championnat mettant aux prises les équipes de Mexico et de ses alentours.
Cette compétition a été longtemps considéré comme la plus disputé du Mexique, n'étant concurrencé dans le pays que par la Liga Amateur de Jalisco. Beaucoup de mexicains considère d'ailleurs que cette Liga est la version amateur du championnat national actuel. Le Real Club España est le club qui a remporté le plus de titres de Liga Amateur del Distrito Federal (12),et détient également le record du nombre de victoires consécutives (4) avec le Reforma Athletic Club (es).

## Histoire
En 1902 est créé la Liga Amateur, comprenant cinq équipes : l'Albinegros de Orizaba (en), l'Atletic Club Pachuca, le Reforma Athletic Club (en), le México Cricket Club (es) et le British Club (en). Au terme de ce tournoi, c'est l'Albinegros de Orizaba (en) qui est sacré premier champion de football du Mexique.
La Liga Amateur del Distrito Federal (Le Distrito Federal et ses alentours) est dominé durant la première moitié du XXe siècle par des clubs composés essentiellement de joueurs espagnols et anglais, principalement par le Real Club España avec 13 titres et par le Reforma Athletic Club (en) avec 6 titres. Percy C. Clifford et Robert J. Blackmoore sont les deux principaux acteurs du nouvel élan donné au football mexicain dans les années qui suivirent. Ils éclaircirent les règles du jeu et mirent en place les premières réglementations. L'anglais Alfred Crowle, qui jouait à l'AC Pachuca depuis 1908, a également eu une influence considérable sur ce sport au Mexique.
En 1910 est fondé le México FC (en), première équipe de football formée par des Mexicains et dirigée par Alfredo B. Cuellar, Jorge Gómez de Parada et Alberto Sierra. De nombreuses équipes verront alors le jour issues des colonies de pays étranger : l'Amicale Française en 1911, les Rovers et le Real Club España en 1912, le Centro Deportivo Español en 1914, le Germania FV (en) en 1915, la Catalogne en 1917, l'Asturias FC (en) en 1918 et la Aurrera en 1919.
Le Club América, fondé par l'union de deux collèges Maristes en 1916, est devenue la première grande équipe de la capitale à intégrer des joueurs mexicains et à remporter quatre titres de champion consécutifs entre 1924 et 1928. De la fusion de Sinaloa, Lusitania, Condesa et de l'U53 est né en 1916, le CF Atlante, dont les membres étaient principalement issus de la classe ouvrière, les dirigeants du club étaient les frères Trinidad et Refugio Martínez. De la même manière entre 1918 et 1920 les clubs Cuenta y Administración, Guerra y Marina et Son-Sin créeront El Esparta qui sera renommé plus tard Club Deportivo Marte. Cependant, cette brillante équipe n'a jamais été populaire dans la capitale et ne le sera pas plus lorsqu'ils s'installeront à Cuernavaca. 
Dans le début des années 1900, de nombreux clubs ne faisant pas partie du District fédéral participe à la compétition comme le AC Pachuca, le Puebla AC (en), le Veracruz SC (en), l'Iberia de Córdoba (es), le Moctezuma de Orizaba (es), l'Orizaba AC (es), les Tigres de Veracruz ou l’España de Veracruz, le AC Pachuca étant le plus couronné de ces clubs avec des victoires en 1905, 1918 et 1920. En 1919 a lieu la première scission au sein de la Ligue mexicaine, en effet, peu avant le début de la saison le Real Club España et l’España de Veracruz, se retire de la compétition par solidarité avec les Tigres de Veracruz expulsé de la Ligue est fondé le 9 février une nouvelle Ligue appelée la Ligue national. La Ligue nationale n'a finalement pas lieu lors de cette saison, mais le pouvoir et l'influence du Real Club España est telle que la presse de l'époque choisi de couvrir leurs événements sportifs plutôt que la Ligue mexicaine. L'ingérence de ce club est telle dans les médias que l'on n'a que peut d'informations sur les résultats de cette saison. Les seuls résultats connus sont la victoire du AC Pachuca en championnat et que la finale de la Copa Eliminatoria n'a pas eu lieu.
Lors des deux saisons suivantes, la scission est consommée, d'un côté Ligue nationale composé du Club América, Real Club España, du Luz y Fuerza, de l’Amicale et du Reforma AC (es), alors que la Ligue mexicaine est composé du CF Asturias (es), de l’International, du México FC (en), Club Morelos et su Germania FV (es). À la suite de la fondation de la Fédération mexicaine de football, les différents clubs de ces deux ligues sont finalement revenu à la raison pour former une seule compétition en août 1922, appelée alors Campeonato de Primera Fuerza de la FMF. Ce sont les membres de cette nouvelle Ligue qui ont favorisé la création de la première équipe nationale
Le Club Necaxa est fondé en 1923 par des membres de la Société de Luz y Fuerza del Centro et a été dominateur lors des années 1930. Plus connue à l'époque sous le nom des 11 frères, il a remporté quatre fois le tournoi et à deux reprises la coupe du Mexique. Dans les rangs de cette fabuleuse équipe jouait la légende du football amateur de l'époque: Horacio Casarín.
Lors de la saison 1930-1931, la compétition a été suspendu après seulement deux journées de championnat, lorsque les clubs du CF Asturias (es), du CF Atlante, du Germania FV (es), du México FC (en) et du CD Marte ont demandé la permission à réhabiliter le Campo Asturias, à ne pas confondre avec le Parque Asturias (es) construit en 1936, qui était en très mauvais état, afin de pouvoir jouer leurs matchs à domicile là-bas. Ceci ajouté à l’impossibilité du Real Club España et du Club Necaxa à posséder leur propre stade, et au conflit avec la Fédération royale espagnole de football, qui demande à la Fédération mexicaine de football de disqualifier un joueur espagnol, Gaspar Rubio, ayant signer au Real Club España, la Fédération décide de suspendre le tournoi afin de résoudre définitivement les problèmes administratifs. 
Lors de la saison 1938-1939, une équipe étrangère a été inclus à la Ligue avec l'arrivée au Mexique de la sélection basque de football. En effet en 1937 surant la Guerre civile espagnole, le premier président basque, José Antonio Aguirre, qui avait été un joueur de l'Athletic Club, créé une sélection appelée Euskadi afin de lever des fonds à l'étranger pour la guerre qui a eu lieu dans son pays. Les basques créent alors le Club Deportivo Euskadi, est se présente comme un concurrent féroce face aux classiques qulbs espagnols que sont le Real Club España et le CF Asturias (es). Cependant et malgré leurs 13 victoires sur 17 matchs disputés, les basques termine second derrière les asturiens. À la fin de la saison, l'équipe dissoute et les joueurs signe dans d'autres équipes de la Ligue ou dans d'autres championnat d'amérique latine
En 1940-1941 la Ligue voit arriver une nouvelle équipe appelé Sélection de Jalisco, composé d'une sélection de joueurs du Chivas de Guadalajara, CF Atlas, du Club Deportivo Nacional (es) et du Club Oro de Jalisco. Après avoir joué des matchs amicaux entre 1926 et 1930, dans le cadre de tournées pour la promotion de la Ligue de l'Ouest, l'équipe est intégré lors de cette saison comme club de la Ligue mexicaine.

## Palmarès
| Saison  | Vainqueur                    | Score | Finaliste                    | Meilleur buteur                                   |
| 1902-03 | Albinegros de Orizaba (es)   | -     | Reforma Athletic Club (es)   | John Hogg                                         |
| 1903-04 | México Cricket Club (es)     | -     | Reforma Athletic Club (es)   | Julio Lacaud                                      |
| 1904-05 | Pachuca AC                   | -     | British Club (es)            | Percy Clifford                                    |
| 1905-06 | Reforma Athletic Club (es)   | -     | San Pedro Golf Club          | Claude M. Butlin                                  |
| 1906-07 | Reforma Athletic Club (es)   | -     | British Club (es)            | Percy Clifford                                    |
| 1907-08 | British Club (es)            | -     | México Country Club          | John Hogg                                         |
| 1908-09 | Reforma Athletic Club (es)   | -     | Pachuca AC                   | Jorge Gómez De Parada William Bray                |
| 1909-10 | Reforma Athletic Club (es)   | -     | Popo Park FC México          | Robert J. Blackmore                               |
| 1910-11 | Reforma Athletic Club (es)   | -     | Pachuca AC                   | Claude M. Butlin Alfred C. Crowle                 |
| 1911-12 | Reforma Athletic Club (es)   | -     | British Club (es)            | John Hogg                                         |
| 1912-13 | Club de Fútbol México (es)   | -     | Pachuca AC                   | Jorge Gómez De Parada                             |
| 1913-14 | Real Club España             | -     | Rovers Football Club         | Bernardo Rodríguez                                |
| 1914-15 | Real Club España             | -     | Pachuca AC                   | Alfred C. Crowle                                  |
| 1915-16 | Real Club España             | -     | Club de Fútbol México (es)   | Lázaro Ibarreche                                  |
| 1916-17 | Real Club España             | -     | Pachuca AC                   | Lázaro Ibarreche                                  |
| 1917-18 | Pachuca AC                   | -     | Real Club España             | Lázaro Ibarreche Frederick Williams Horacio Ortiz |
| 1918-19 | Real Club España             | -     | Centro Unión                 | Lázaro Ibarreche                                  |
| 1919-20 | Pachuca AC                   | -     | Tigres de Veracruz           | Lázaro Ibarreche                                  |
| 1920-21 | Germania FV (es)             | -     | -                            |                                                   |
| 1921-22 | Real Club España             | -     | Germania FV (es)             |                                                   |
| 1922-23 | Club de Fútbol Asturias (es) | -     | Club América                 |                                                   |
| 1923-24 | Real Club España             | -     | Germania FV (es)             |                                                   |
| 1924-25 | Club América                 | -     | Club Necaxa                  | Ernesto Sota                                      |
| 1925-26 | Club América                 | -     | Club de Fútbol Asturias (es) | Kurt Friederich                                   |
| 1926-27 | Club América                 | -     | Real Club España             | Pedro Arruza Miguel Ruiz                          |
| 1927-28 | Club América                 | -     | Club de Fútbol Asturias (es) | Ernesto Sota                                      |
| 1928-29 | Club Deportivo Marte         | -     | Real Club España             | Nicho Mejia                                       |
| 1929-30 | Real Club España             | -     | Club América                 | Jorge Sota                                        |
| 1931-32 | CF Atlante                   | -     | Club Necaxa                  | Juan Carreño Julio Lores                          |
| 1932-33 | Club Necaxa                  | -     | -                            | Julio Lores                                       |
| 1933-34 | Real Club España             | -     | -                            | José Pacheco                                      |
| 1934-35 | Club Necaxa                  | -     | -                            | Hilario López                                     |
| 1935-36 | Real Club España             | -     | Club América                 | Hilario López                                     |
| 1936-37 | Club Necaxa                  | -     | CF Atlante                   | Hilario López                                     |
| 1937-38 | Club Necaxa                  | -     | Club de Fútbol Asturias (es) | Efraín Ruiz                                       |
| 1938-39 | Club de Fútbol Asturias (es) | -     | Euzkadi                      | Miguel Gual                                       |
| 1939-40 | Real Club España             | -     | Club Necaxa                  | Alberco Mendoza                                   |
| 1940-41 | CF Atlante                   | -     | Real Club España             | Martin Vantolra                                   |
| 1941-42 | Real Club España             | -     | CF Atlante                   | Rafael Meza                                       |
| 1942-43 | Club Deportivo Marte         | -     | CF Atlante                   | Manuel Alonso Pría                                |

## Bilans
| Équipe                       | Victoires                                         |
| Real Club España             | 12 (1914, 15, 16, 17, 19, 22, 24, 30, 34, 36, 40) |
| Reforma Athletic Club (es)   | 6 (1906, 07, 09, 10, 11, 12 )                     |
| Club América                 | 4 (1925, 26, 27, 28)                              |
| Club Necaxa                  | 4 (1933, 35, 37, 38)                              |
| Pachuca AC                   | 3 (1905, 18, 20)                                  |
| CF Atlante                   | 2 (1932, 41)                                      |
| Club Deportivo Marte         | 2 (1929, 43)                                      |
| Club de Fútbol Asturias (es) | 2 (1923, 39)                                      |
| Albinegros de Orizaba (es)   | 1 (1903)                                          |
| British Club (es)            | 1 (1908)                                          |
| Club de Fútbol México (es)   | 1 (1913)                                          |
| Germania FV (es)             | 1 (1921)                                          |
| México Cricket Club (es)     | 1 (1904)                                          |